# Arnold Houbraken
Arnold Houbraken (28. března 1660, Dordrecht – 14. října 1719, Amsterodam), byl nizozemský malíř a životopisec. Měl deset dětí. Jeho syn Jacobus Houbraken (1698–1780) byl rytec portrétů a knižních ilustrací, včetně knih svého otce. Jeho dcera Antonina Houbraken se také stala rytcem pro Amsterodamské nakladatelství a je dnes známa výzdobou městských panoramat a budov se zvířaty a lidmi.

## Život
Houbraken studoval s Jacobem Leveckem a Samuelem van Hoogstraten. V roce 1685 si vzal Saru Sasbout a okolo roku 1709 se přestěhoval z Dordrechtu do Amsterodamu. Zemřel v roce 1719 v Amsterodamu. Arnold Houbraken kreslil mytologické a náboženské kresby, portréty a krajiny.
Mezi roky 1718 a 1721 napsal knihu De groote schouburgh der Nederlantsche konstschilders en schilderessen (Velké divadlo nizozemských malířů), která obsahuje životopisy malířů 17. století. Tří-svazková kniha ctí tradici Het Schilderboeck od Karla van Mandera z roku 1604. Třicet let po Houbrakenově smrti byla vydána znova v rozšířené podobě. Tato kniha je důležitá pro historiky, její druhá edice byla vydána v Amsterodamu v roce 1976.

## Dílo
- HOUBRAKEN, Arnold. De groote schouburgh der Nederlantsche konstschilders en schilderessen. [s.l.]: [s.n.], 1718–1721. 3 svazky.